# Chazel
Chazel es un municipio canadiense situado en la provincia de Quebec.

## Superficie
Chazel tiene una superficie de 133,55 km².

## Demografía
En 2021, tenía 254 habitantes, una densidad poblacional de 1,9 hab./km², y 131 viviendas.